# Ophyiulus jeekeli
Ophyiulus jeekeli är en mångfotingart som beskrevs av Pius Strasser 1974. Ophyiulus jeekeli ingår i släktet Ophyiulus och familjen kejsardubbelfotingar. Inga underarter finns listade i Catalogue of Life.